# Введенское (Булатовское сельское поселение)
Введенское — деревня в Кашинском городском округе Тверской области России, до 2018 года входила в состав Булатовского сельского поселения.

## География
Деревня находится на берегу речки Марзынка (приток Медведицы) в 14 км на юго-запад от города Кашина.

## История
В 1722 году в селе была построена деревянная Введенская церковь. 
В конце XIX — начале XX века село входило в состав Потуповской волости Кашинского уезда Тверской губернии. 
С 1929 года деревня входила в состав Леушинского сельсовета Кашинского района Бежецкого округа Московской области, с 1935 года — в составе Калининской области, с 1994 года — в составе Леушинского сельского округа, с 2005 года — в составе Булатовского сельского поселения, с 2018 года — в составе Кашинского городского округа.

## Население
| 1859 | 1889 | 2002 | 2010 |
| ---- | ---- | ---- | ---- |
| 108  | ↘107 | ↘3   | ↗5   |